# Đoàn Nhất Trung
Đoàn Nhất Trung thường được biết đến với tên gọi Nhất Trung (sinh năm 1979, tại Đồng Tháp) với vai trò đạo diễn nhưng Nhất Trung cũng là ca nhạc sĩ và "ông bầu" đứng sau loạt thành công của những nghệ sĩ tên tuổi như Lưu Chí Vỹ, Tim, Minh Hằng...

## Sự nghiệp
Sau khi rời khỏi nhóm nhạc AXN, chuyển mình sang lĩnh vực quản lý nghệ sĩ, Nhất Trung được biết đến vai trò đạo diễn sau sự thành công của phim điện ảnh Cua lại vợ bầu, phim mang về doanh thu khoảng 191,8 tỷ với sự góp mặt của bộ đôi diễn viên chính Trấn Thành và Ninh Dương Lan Ngọc.

## Sáng tác[3]
- Không để mất em (AXN)
- Không thể khóc trước mặt em (AXN)
- Đã quá nhiều nỗi đau (AXN)
- Trái tim anh khắc tên em (AXN)
- Giấc mơ anh và em bên nhau (AXN)
- Người ấy và tôi em chọn ai (Lưu Chí Vỹ)
- Cuộc nói chuyện giữa hai người đàn ông (Lưu Chí Vỹ)
- 8 vạn 6 ngàn 400 lần nhớ em (Tim)
- Hoàng tử và công chúa (Tim)
- Chong chóng tình yêu (Tim)
- Người điên yêu (Minh Hằng)
- Chia đôi một trái tim (Minh Hằng)
- Một vòng trái đất (Tim ft Minh Hằng)

## Phim điện ảnh
- 49 Ngày 1 &2 (2015 & 2017)
- Cua lại vợ bầu (2019)[4]
- Đôi mắt âm dương (2020)
- 1990 (2022)
- Gặp lại chị bầu (2024)[5]
- Đồi thông hai mộ (2024)

## Giải thưởng
- Biên kịch xuất sắc tại Liên hoan phim Việt Nam lần thứ 21, với phim điện ảnh Cua lại vợ bầu.[6]
- Bông sen Bạc tại Liên hoan phim Việt Nam lần thứ 21[6]